# Canadian Motor Syndicate

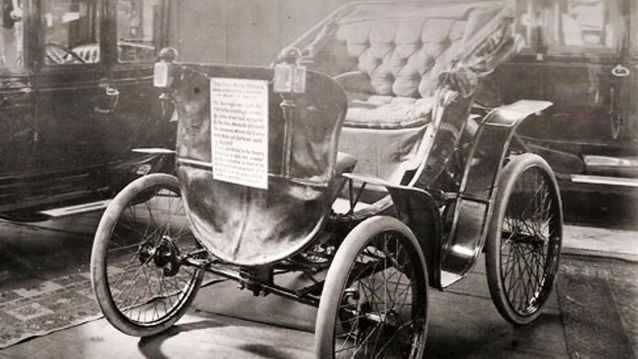
Fetherstonhaugh Elektroauto von 1893

Canadian Motor Syndicate war ein kanadischer Hersteller von Automobilen.

## Unternehmensgeschichte
William J. Still fertigte bereits 1893 ein Elektroauto für den Patentanwalt Frederick Barnard Fetherstonhaugh, das nach seinem Käufer genannt wurde. 1897 gründete Still zusammen mit Partnern das Unternehmen in Toronto. Thomas Bengough wurde Präsident und L. W. Darling Sekretär, während Still der Konstrukteur war. Der Markenname lautete Canadian Motor Syndicate. 1899 endete die Produktion.
Still gründete daraufhin die Still Motor Company und setzte die Produktion unter eigenem Markennamen fort.

## Fahrzeuge
Drei Modelle sind überliefert. Eines war ein dreirädriger Lieferwagen mit einzelnem Vorderrad und Elektromotor. Ein Elektroauto hatte ein einzelnes Hinterrad und einen Weidensitz zwischen den Vorderrädern, war also ein Tricar. Ein weiteres Fahrzeug hatte einen Ottomotor mit 6 PS Leistung und die Sitzanordnung Dos-à-dos.